# タットノール郡 (ジョージア州)
タットノール郡（タットノールぐん、英: Tattnall County）は、アメリカ合衆国ジョージア州の東部に位置する郡である。2010年国勢調査での人口は25,520人であり、2000年の22,305人から11.5%増加した。郡庁所在地はリーズビル市（人口4,944人）であり、同郡で人口最大の都市でもある。タットノール郡は1801年12月5日に設立され、郡名はジョージア州選出アメリカ合衆国上院議員とジョージア州知事を務めたジョサイア・タットノールに因んで名付けられた。

## 地理
アメリカ合衆国国勢調査局に拠れば、郡域全面積は488.22平方マイル (1,264.5 km2)であり、このうち陸地483.69平方マイル (1,252.8 km2)、水域は4.53平方マイル (11.7 km2)で水域率は0.93%である。

### 主要高規格道路

#### アメリカ国道
- アメリカ国道25号線/アメリカ国道301号線
- アメリカ国道280号線

#### ジョージア州道
- ジョージア州道23号線
- ジョージア州道30号線
- ジョージア州道56号線
- ジョージア州道57号線
- ジョージア州道73号線
- ジョージア州道121号線
- ジョージア州道129号線
- ジョージア州道144号線
- ジョージア州道147号線
- ジョージア州道152号線
- ジョージア州道169号線
- ジョージア州道178号線
- ジョージア州道292号線

### 隣接する郡
- キャンドラー郡 - 北
- エバンス郡 - 北東
- リバティ郡 - 東南東
- ロング郡 - 南東
- ウェイン郡 - 南
- アップリング郡 - 南西
- トームス郡 - 西

## 人口動態
以下は2000年の国勢調査による人口統計データである。
| 基礎データ - 人口: 22,305人 - 世帯数: 7,057 世帯 - 家族数: 4,876 家族 - 人口密度: 18人/km2（46人/mi2） - 住居数: 8,578軒 - 住居密度: 7軒/km2（18軒/mi2） 人種別人口構成 - 白人: 60.51% - アフリカン・アメリカン: 31.43% - ネイティブ・アメリカン: 0.14% - アジア人: 0.29% - 太平洋諸島系: 0.08% - その他の人種: 6.64% - 混血: 0.92% - ヒスパニック・ラテン系: 8.44% | 年齢別人口構成 - 18歳未満: 22.9% - 18-24歳: 11.2% - 25-44歳: 34.6% - 45-64歳: 20.0% - 65歳以上: 11.2% - 年齢の中央値: 34歳 - 性比（女性100人あたり男性の人口） - 総人口: 136.1 - 18歳以上: 146.3 世帯と家族（対世帯数） - 18歳未満の子供がいる: 33.0% - 結婚・同居している夫婦: 51.1% - 未婚・離婚・死別女性が世帯主: 13.4% - 非家族世帯: 30.9% - 単身世帯: 26.7% - 65歳以上の老人1人暮らし: 11.9% - 平均構成人数 - 世帯: 2.60人 - 家族: 3.12人 | 収入と家計 - 収入の中央値 - 世帯: 28,664米ドル - 家族: 35,951米ドル - 性別 - 男性: 28,994米ドル - 女性: 19,984米ドル - 人口1人あたり収入: 13,439米ドル - 貧困線以下 - 対人口: 23.9% - 対家族数: 18.6% - 18歳未満: 32.9% - 65歳以上: 20.2% |

## 州政府の機関

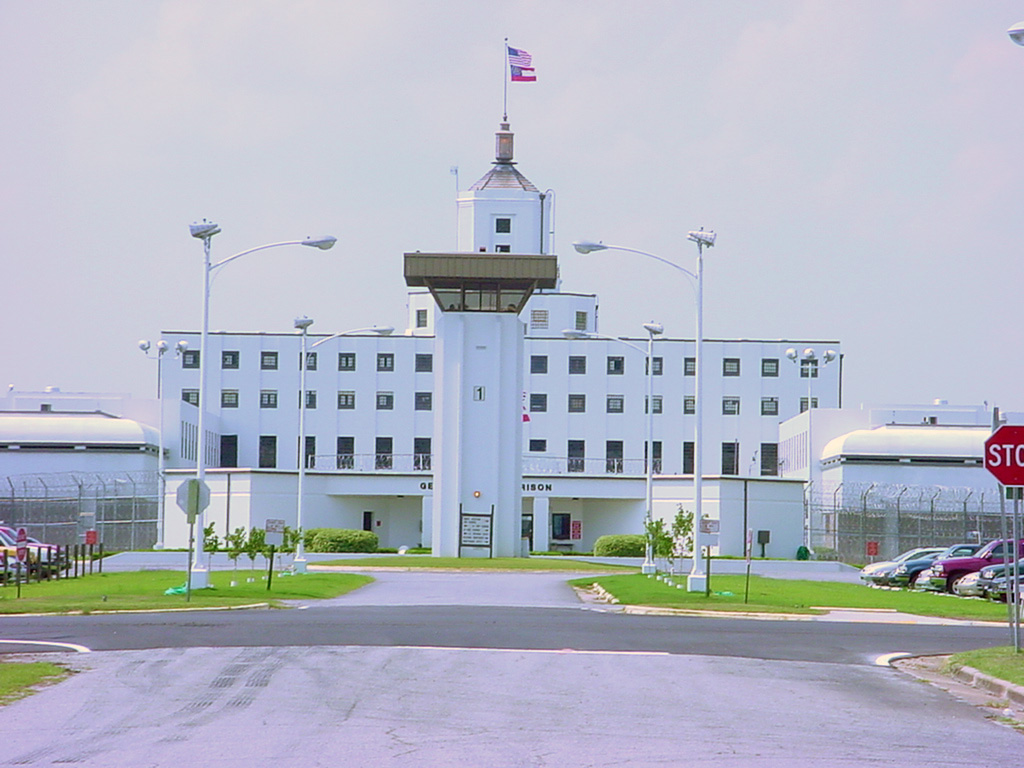
ジョージア州立刑務所

ジョージア州矯正省がリーズビル近くの未編入領域でジョージア州立刑務所を運営している。

## 都市と町
- コブタウン
- コリンズ
- グレンビル
- マナサス
- リーズビル - 郡庁所在地

## メディア（新聞）
- 「ザ・タットノール・ジャーナル」
- 「ザ・グレンビル・センティネル」